# Pablatnice (rod Brachytarsophrys)
Brachytarsophrys je žabí rod pablatnic čeledi pablatnicovitých (Megophryidae), který se vyskytuje v jižní Číně,
v severním Thajsku, Vietnamu a v Barmě.

## Taxonomie
čeleď Megophryidae (Bonaparte, 1850) – Pablatnicovití
- rod Brachytarsophrys (Tian a Hu, 1983) – pablatnice
  - druh Brachytarsophrys carinensis (Boulenger, 1889) – Pablatnice karinská
  - druh Brachytarsophrys chuannanensis (Fei, Ye, Huang In Fei a Ye, 2001)
  - druh Brachytarsophrys feae (Boulenger, 1887) – Pablatnice fea
  - druh Brachytarsophrys intermedia (Smith, 1921) – Pablatnice annamská
  - druh Brachytarsophrys platyparietus (Rao a Yang, 1997) – Pablatnice ploskohlavá